# Кралство Великобритания
Кралство Великобритания (на английски: Kingdom of Great Britain) е историческа държава, съществувала между 1707 и 1801 г., предшественик на днешното Обединено кралство Великобритания и Северна Ирландия, понякога наричано и Обединено кралство Великобритания, е суверенна европейска държава, съществувала от 1707 до 1801 г. Тя е създадена на 1 май 1707 г. като политически съюз между Кралство Шотландия и Кралство Англия (което включва Уелс). Договорът за съюз от 1706 на английски: Treaty of Union (ратифициран с Акт за уния през 1707 г.), постановява единно, обединено кралство, обхващащо целия остров Великобритания и заобикалящите го малки острови. Той не включва Ирландия, която остава извън съюза, но е подчинена на новосъздадената британска корона. Новото кралство се подчинява на един парламент и едно правителство, разположени в Уестминстър. Съставните кралства преди това вече имат един и същ монарх (лична уния) от управлението на Джеймс I който през 1603 г. след смъртта на кралица Елизабет I, става едновременно крал на Шотландия и Англия.
На 1 януари 1801 г. кралство Великобритания и кралство Ирландия се обединяват в Обединено кралство Великобритания и Ирландия. По-голямата част от Ирландия напуска съюза през 1922 г. и образува Ирландска свободна държава водейки през 1927 до преименуването Обединено кралство Великобритания и Северна Ирландия, което е името и на днешната държава.